# 广德寺 (襄阳市)
32°00′37″N 112°02′09″E / 32.01028°N 112.03583°E
广德寺，原名云居寺，位于湖北省襄阳市襄城区，是湖北省佛教十方丛林。寺内广德寺多宝塔是全国重点文物保护单位。

## 历史沿革
该寺始建于唐代貞觀年间，初名“云居禅寺”。明朝成化年间因明宪宗御笔亲赐“广德禅林”牌匾，遂改称“广德寺”至今。

## 寺内建筑
寺内原有天王殿、大雄宝殿、伽蓝殿、韦驮殿、观音殿、藏经楼、方丈房等建筑，由于在文化大革命的“除四旧”运动中遭受严重破坏，现仅存天王殿、藏经楼、方丈房和多宝佛塔。

### 广德寺多宝塔
广德寺多宝塔始建于明弘治七年，砖石仿木结构，由塔座及塔峰两部分组成，塔座高7米，塔身高约10米。主塔四周另有四座六角形砖塔，塔身共嵌有48尊石雕佛像，故称多宝佛塔。
塔身为八角形，各墙设有壁龛，每龛供石雕莲台佛像一尊，每壁设石雕券门4个。塔座正门上方有“多宝佛塔”4字横匾，下有3个“佛”字。塔峰一座高10米的喇嘛塔，及环绕于周围的5座小塔，塔下有须弥座，上置莲台。
古塔旁有一株银杏，高约35米，4人合抱。嘉靖帝曾赐以“大将军”封号，乾隆帝又御笔加封为“感应大将军”，树旁尚有碑刻记述。

#### 文物保护情况
1981年12月30日，以“多宝佛塔”的名义被湖北省人民政府列为第二批湖北省文物保护单位；1988年1月13日，以“广德寺多宝塔”的名义被中华人民共和国国务院列为第三批全国重点文物保护单位。
其作为文物的保护范围为：广德寺护寺濠以内。
其作为文物的建设控制地带为：以保护范围四至为界，东面向外延伸至广德寺东侧山丘山脊线沿线，南面和西面向外延伸1000米，北面向外延伸至303省道中心线。
- 山门
- 天王殿
- 大雄宝殿
- 多宝佛塔